# منتظر الزیدی
منتظر الزیدی (متولد ۱۹۷۹) خبرنگار شیعه مذهب عراقی تلویزیون البغدادیه است که پس از پرتاب کفش‌هایش به سمت جرج بوش رئیس‌جمهور آمریکا معروف شد.

## پرتاب کفش به سوی جرج بوش

تصویرنگاشت پرتاب کفش یک عراقی

در غروب یکشنبه ۱۴ دسامبر ۲۰۰۸ (۲۴ آذر ۱۳۸۷) در جریان مصاحبه مشترک مطبوعاتی جرج بوش، رئیس‌جمهور آمریکا و نوری مالکی با خبرنگاران در بغداد، توسط منتظر الزیدی خبرنگار عراقی تلویزیون البغدادیه رخ داد.

در حالیکه منتظر الزیدی کفش‌های خود را یکی پس از دیگری به سمت بوش پرتاب کرد، او با عکس‌العمل به موقع از برخورد کفش‌ها با سرش جلوگیری کرد. الزیدی پس از پرتاب اولین کفش به بوش وی را «سگ» خطاب کرد. او کفش‌های خود را «بوسه خداحافظی» از طرف مردم عراق نامید.

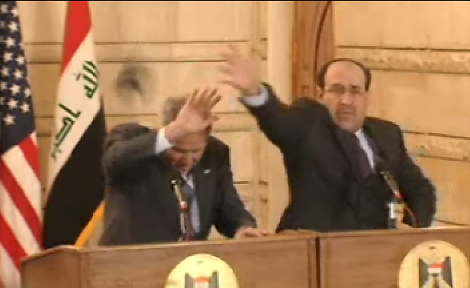
الزیدی در حالی که کفش را به سمت بوش پرتاب می‌کرد فریاد زد: ای سگ این بوسه خداحافظی برای توست.

چند ثانیه پس از حمله الزیدی، محافظان امنیتی نوری المالکی وی را دستگیر کردند و وی را به مکانی نامعلوم منتقل نمودند. خبرگزاری ایرنا مدعی شد که از وی آزمایش الکل و اعتیاد گرفته شده‌است. تعدادی از خبرنگاران عراقی که شاهد این رویداد بودند از بابت کار همکارشان از جورج بوش عذرخواهی کردند.

### واکنش دولت عراق
مقامات عراقی حادثه اخیر را شرم‌آور توصیف کرده‌اند. در بیانیه‌ای که دولت عراق انتشار داده، گفته شده که «اقدام منتظر الزیدی به شهرت خبرنگاران عراقی و حرفه خبرنگاری در عراق آسیب زده‌است».
پرتاب کفش به سمت میهمان، در کشورهای عربی نهایت توهین و بی‌احترامی محسوب می‌شود.
اتهام زیدی «تهاجم علیه یک رئیس حکومت خارجی» است. جرمی که بر پایه قوانین عراق می‌تواند به ۵ تا ۱۵ سال زندان برای او بینجامد. با این‌حال ممکن است دادگاه او را به «تلاش برای تهاجم» محکوم کند. جرم خفیف‌تری که مجازات آن ۱ تا ۵ سال زندان است.
الزیدی پس از آزادی از مدعی شد که در زندان مورد شکنجه قرارگرفته و به خاطر شکستگی استخوان، دندان و دیگر آسیب‌های شکنجه درخواست غرامت کرد.

### واکنش‌ها در ایران
رسانه‌های دولتی و اصولگرا در ایران به شدت از این اقدام حمایت کردند.
ایران در کنار ونزوئلا و لیبی تنها حامیان پرتاب کفش به سمت بوش بودند. تلویزیون دولتی ایران صحنه پرتاب کفش به سمت بوش را صدها بار در بخش‌های مختلف خبری پخش کرده و به تفسیر و تحلیل آن پرداخت.
یکی از خبرنگاران صدا و سیما نیز کفش به دست به خیابانها رفت و از مردم خواست که درختی را به عنوان بوش در نظر گرفته و به سمت وی کفش پرتاب کنند. این اقدام صدا و سیما با انتقاد سایر رسانه‌ها مواجه شد.
انجمن روزنامه‌نگاران مسلمان ضمن صدور بیانیه در حمایت از این اقدام اعلام کرد در تلاشند تا به جمع‌بندی برای اقدامات بعدی برسند.
احمد جنتی دبیر شورای نگهبان و امام جمعه موقت تهران نیز گفت که نباید از آنچه وی «انتفاضه کفش» نامید به سادگی گذشت. وی توصیه کرد که از این پس هر تظاهراتی در ایران یا عراق انجام می‌شود حتماً همراه با کفش باشد.
خبرنگاران خبرگزاری موج نیز اعلام کردند در حمایت از منتظر الزیدی کفش‌هایشان را برای سفارت سوئیس در تهران (حافظ منافع آمریکا در ایران) ارسال خواهند کرد.
خبرنگاران خبرگزاری فارس نیز در بیانیه‌ای از وی حمایت کردند.

## عذرخواهی و محاکمه
منتظر الزیدی در نامه‌ای به نوری المالکی نخست‌وزیر عراق، خواستار بخشودگی خود به خاطر ارتکاب این «حرکت زشت» شده‌است. در این زمینه، رئیس دادگاه رسیدگی‌کننده به این موضوع، درخواست منتظر الزیدی برای آزادی موقت را به خاطر ادامه تحقیقات و نگرانی از امنیت او، رد کرد. در پی دادگاه او به جرم اهانت به یک مقام خارجی در حین سفر رسمی به ۳ سال زندان محکوم شد.

## استعفای رئیس مجلس عراق
پس از طرح موضوع منتظر الزیدی در مجلس عراق توسط گروه جریان حامی مقتدی صدر، برخی نمایندگان مجلس عراق با طرح این موضوع در مجلس به مخالفت برخاستند ولی محمود مشهدانی رئیس وقت مجلس عراق بر مطرح شدن موضوع پافشاری کرد که بیشتر نمایندگان مجلس در مخالفت با این اقدام مشهدانی جلسه مجلس را ترک کرده و در نهایت اکثریت مجلس استعفای مشهدانی را پذیرفت.

## دیدگاه نسبت به ایران
به گفته منابع غربی منتظر الزیدی علاوه بر آمریکا، از ایران نیز به دلیل دخالت‌های خود در عراق، «اظهار انزجار» نموده‌است. به گفته خانواده اش در مصاحبه با آسوشیتد پرس، «الزیدی همانقدری از اشغال نظامی عراق توسط آمریکاییان تنفر دارد که از اشغال عقیدتی عراق توسط ایرانیان». بگفته وی «ایرانیان آنروی سکه‌ای هستند که آمریکاییان در یک طرفش قرار دارند».
با اینحال برخی منابع داخل ایران گزارشهای متفاوتی از منتظر الزیدی و خانواده اش ارائه داده، و مدعی دروغ بودن گزارشات رسانه‌های غربی هستند.

## پناهندگی سیاسی
او پس از آزادی از زندان کار خبرنگاری را ترک کرد و پس از مدتی از کشور سوئیس با توجه به اینکه در کشورش آینده نخواهد داشت و زندگانیش تبدیل به جهنم خواهد شد درخواست پناهندگی سیاسی کرد. او در اروپا یک سازمان کمک‌های انسانی برای قربانیان جنگ عراق تأسیس کرد.

## حمله متقابل
در دسامبر ۲۰۰۹ الزیدی که دریک کنفرانس خبری در پاریس شرکت کرده بود، با پرتاب کفش از سوی یک خبرنگار دیگر عراقی مواجه شد. پس از این پرتاب بین برادر الزیدی و خبرنگار کفش پران درگیری صورت گرفت و برادر الزیدی در حمایت از برادر خود سعی کرد تا با کفش به خبرنگار مقابل ضربه بزند. رسانه‌های فرانسه گفته‌اند شخص پرتاب‌کننده کفش که یک روزنامه‌نگار تبعیدشده عراقی است قبل از آنکه به سوی زیدی کفش پرتاب کند او را به «همدستی با دیکتاتورهای حاکم بر عراق» متهم کرده‌است.

## فعالیت سیاسی
وی در انتخابات مجلس عراق ۱۲ مه ۲۰۱۸ (۲۲ اردیبهشت ۱۳۹۷) از ائتلاف سائرون مقتدی صدر، نامزد شده‌است. وی هدف خود را مبارزه با فساد عنوان کرد.